# Oberschöna
Oberschöna település Németországban, azon belül Szászország tartományban. Lakosainak száma 3169 fő (2023. december 31.). Oberschöna Striegistal és Großschirma községekkel határos.

## Népesség
A település népességének változása:
| Lakosok száma | 3314 | 3289 | 3286 | 3249 | 3169 |
|               | 2017 | 2019 | 2021 | 2022 | 2023 |